# Buřňáčkovití
Buřňáčkovití (Hydrobatidae) je čeleď drobných mořských ptáků z řádu trubkonosých. Čeleď buřňáčkovitých tvoří 7 až 8 rodů, všechny mají stejné české jméno buřňáček.

## Výskyt
Buřňáčci, nejmenší z  ptáků jejichž život je svázán s mořem, jsou rozšířeni téměř po všech světových mořích. Vyskytují se nejen chladných vodách poblíž pólů tradičně bohatých na potravu, ale i v teplých tropických mořích okolo rovníku, kde nebývá potravy vždy dostatek. Některé druhy migrují po mořích celé zeměkoule, jiné se zdržují jen v určitých oblastech. Ptáci loví v hejnech a obdobně hromadně hnízdí v mnohatisícových koloniích.
V evropských vodách jsou k vidění buřňáček běločelý, buřňáček dlouhokřídlý, buřňáček madeirský, buřňáček malý a buřňáček Wilsonův. Žijí v Atlantiku, ve Středozemním i Černém moři. Buřňáček malý bývá ojediněle nalezen i v ČR, kam je pravděpodobně zahnán bouří. O buřňáčcích se tvrdívá, že jsou to ptáci které lze na moři spatřit nejčastěji. Některé druhy např. buřňáček Wilsonův a buřňáček dlouhokřídlý se počítají v desítkách miliónu jedinců.

## Popis
Stejně jako ostatní mořští ptáci prožívají i buřňáčci převážnou část svého života na moři a na pevninu se vracejí jen pro vychování potomků. K takovému způsobu života mají uzpůsobena i úzká, dlouhá křídla ovládána silnými svaly. Ta jim umožňují dlouhou dobu plachtit bez vynaložení energie a také jejich vhodným natočením využívat podpory vanoucího větru k nabrání výšky, tzv. dynamické plachtění. Kromě plachtění, kterého nejvíce používají při přesunech, lze při lovu nejčastěji spatřit jejich třepotavý let s rychlým máváním křídel, který jim dovoluje dobře manévrovat těsně nad hladinou. Dokážou se vznášet takřka na místě, odrážet se od hladiny nohama a dělat rychlé poskoky nebo prudce měnit směr letu. Jejich nohy se třemi prsty spojenými plovací blánou jsou v porovnáním s ostatními trubkonosými v poměru k tělu dlouhé, ale jsou tenké a slabé. Pro chůzi po pevné zemi nejsou vhodné, stěží udělají pár kroků za podpory křídel. Pobytu na pevnině se vyhýbají, vstupují na ní jen pro rozmnožování. Některé druhy byly viděny jak se na pevninu uchylují před velkou bouří. Na mořské hladině běžně i spí, jsou tak dobrým terčem útoků vodních dravců.
Buřňáčci jsou velcí jako vrabci nebo kosi, váží od 20 do 85 g, samice jsou o něco větší než samci. Křídla na špičce zaoblená mají ale podstatně delší, jejich rozpětí se udává od 32 do 50 cm. Některé druhy se vzhledově od sebe odlišují, jsou mnohdy rozdělováni do dvou podčeledí. Rody Oceanites, Fregetta, Garrodia, Nesofregetta a Pelagodroma jsou menší, mají kratší křídla, zakulacený ocas a delší nohy. Rody Hydrobates, Halocyptena a Oceanodroma jsou větší, křídla mají delší, ocas klínovitý a nohy kratší.
Horní čelist zahnutého zobáku od kořene až do jeho poloviny pokrývá trubkovitá nozdra, nad kterou je solná žláza vylučující z těla přebytečnou sůl nastřádanou z mořské vody při polykání potravy. Mají výborný čich a zrak. Barva peří je směsice hnědé nebo černé s různými bílými skvrnami, stejné druhy pocházející ze severní a jižní polokoule mívají odlišná zbarvení.

## Stravování
Živí se mořskými živočichy, převážně drobnými rybkami, korýši a krilem, byli spatřeni jak loví i v brakických vodách. Svou potravu sbírají s hladiny nebo jen těsně pod ní, na vodu přitom nesedají ale udržují se nízko nad vodou třepotavým letem a pomáhají si odrážením nohama. Pod hladinu se nepotápějí. V celých hejnech se přiživují na lovech tučňáků nebo tuleňů, kteří z hloubky zahánějí velká množství prchajících rybek k hladině. Často také ve velkém následují rybářské lodě a snaží se získat vyhozené zbytky nebo nějakou rybičku ulovit při vytahování sítí. Žerou také uhynulé živočichy plovoucí na hladině. Při hledání potravy se vydávají na pravidelné, léty osvědčené trasy. V žaludku se jim vytváří páchnoucí olejnatá tekutina, kterou používají jako krmivo pro mládě nebo ji vyplivují při ohrožení na útočníka.

## Rozmnožování
Bouřliváci se jako všichni mořští ptáci rozmnožují na pevnině, nejčastěji na opuštěných ostrovech nebo nepřístupných pobřežích, často se vracejí hnízdit do míst odkud sami pocházejí. Vybírají si území kde je co nejméně predátorů. Většina druhů si pro hnízdění vyhrabává nory, některým zase vyhovují spíše skalní štěrbiny, prohlubně nebo hromady kamení do kterých ukrývají jednoduchá hnízda. Hnízdící páry jsou většinou trvale monogamní.
Po návratu do kolonie probíhají nejdříve vzájemné námluvy tvořené vzdušnými honičkami a hlasitým štěbetání, cvrkáním a vrzáním. Pak si jednotlivé páry vybírají svá místa k hnízdění, což se neobejde bez vzájemných potyček, často se vyskytují pokusy o uchvácení již vybudovaného hnízda. Pokud nenajdou hnízdo z minulé sezony, postaví si nové nebo vyhrabou hnízdící noru. Hrabou převážně samci drápy na nohou a zobáky, což v případě tvrdé, kamenité půdy je energeticky velmi náročný úkol. Hnízdiště jsou velmi hustě zaplněná, na jednom místě se spolu nacházení i desítky tisíc párů.
Oplodněná samice snese, jako u všech trubkonosých, jen jediné bílé vejce. Inkubace trvá od 38 do 50 dnů, po tu dobu se oba rodiče při sezení na vejci po několika dnech střídají. Do hnízda se vracejí a odlétají z něho vždy v noci, aby se vyhnuli případným dravcům. Po vylíhnutí asi týden ještě mládě, které není schopno regulovat svou teplotu, zahřívají a krmí olejnatou tekutinou ze žaludku. Později již oba rodiče současně odlétají lovit pro potomka potravu, kterou mu přinášejí natrávenou ve voleti. Mládě je velmi houževnaté, vydrží bez jídla i několik dnů. Do plného opeření a tudíž i soběstačnosti to po narození trvá 50  až 70 dnů, poté o něj rodiče přestávají pečovat. Buřňáčci se dožívají v průměru 20 let.
Je zajímavé, že některé druhy jsou vídávány létat jen v desítkách nebo stovkách jedinců a podnes se přesně neví, na kterých osamocených místech vlastně hnízdí. Právě podle počtu hnízdících párů se odhaduje jejich celkové množství. Např. u buřňáčka límcového se předpokládá, že hnízdí v jihoamerické na poušti Atacama, na jednom z nejsušších míst zeměkoule.

## Ohrožení
Jedním z ohrožujících faktorů je nízká úspěšnost vyvedení mláděte do stavu, kdy je již schopno samostatně odletět z hnízdiště na moře a uživit se. Uvádí se, že se to podaří jen asi z poloviny až čtvrtiny snesených vajec. Nejvíce jsou ohrožována mláďata novodobým rozšířením suchozemských dravců jako krys, koček i prasat, případně králíků ničících hnízda. Hodně jich také hyne při útocích dravých ptáků i vodních šelem po opuštění nor a při prvních pokusech o létání.
Je veliká rozdílnost v počtech jednotlivých druhů. Jestliže některé druhy se počítají ve statisících nebo v miliónech, jiné ve stovkách nebo tiscích. Velmi nejistá je budoucnost buřňáčka drobného, buřňáčka Markhamova, buřňáčka Matsudairova a již výše uvedeného buřňáčka límcového, u kterých nejsou známa ani místa hnízdění. Mezi ohrožené druhy („EN“) jsou zařazeni buřňáček bělohrdlý a buřňáček popelavý a mezi kritický ohrožené druhy („CR“) buřňáček chathamský a buřňáček guadalupský, který je snad už i vyhynulý.

## Taxonomie
Někdy je rod Halocyptena řazen do rodu Oceanodroma, Garrodia do Oceanites a druh Oceanodroma jabejabe je považován za poddruh buřňáčka madeirského.
Mezinárodní ornitologické unie k roku 2021 uznává následujících 18 druhů ve 2 rodech:
- Hydrobates Boie, 1822
  - buřňáček malý (Hydrobates pelagicus) (Linnaeus, 1758)
- Oceanodroma Reichenbach, 1853
  - buřňáček nejmenší (Oceanodroma microsoma) Coues, 1864
  - buřňáček galapážský (Oceanodroma tethys) (Bonaparte, 1852)
  - buřňáček madeirský (Oceanodroma castro) (Harcourt, 1851)
  - buřňáček Monteirův (Oceanodroma monteiroi) Bolton et al., 2008
  - buřňáček vlaštovčí (Oceanodroma monorhis) (Swinhoe, 1867)
  - Oceanodroma jabejabe Reichenbach, 1853
  - buřňáček dlouhokřídlý (Oceanodroma leucorhoa) (Vieillot, 1818)
  - Oceanodroma socorroensis Townsend, CH, 1890
  - Oceanodroma cheimomnestes Ainley, 1980
  - buřňáček Markhamův (Oceanodroma markhami) (Salvin, 1883)
  - buřňáček tmavý (Oceanodroma melania) (Bonaparte, 1854)
  - buřňáček Tristramův (Oceanodroma tristrami) Salvin, 1896
  - buřňáček guadalupský (Oceanodroma macrodactyla) Bryant, 1887
  - buřňáček Matsudairův (Oceanodroma matsudairae) Kuroda, 1922
  - buřňáček popelavý (Oceanodroma homochroa) (Coues, 1864)
  - buřňáček šedý (Oceanodroma furcata) (J. F. Gmelin, 1789
  - buřňáček límcový (Oceanodroma hornbyi) (Gray, 1854)